# Фонтанка (тип речных судов)
«Фонтанка» — серия речных пассажирских мелкосидящих однопалубных теплоходов. Первое судно было построено в 1974, оно называлось «Фонтанка» и дало название всей последующей серии. Предназначены для пассажирских перевозок в условиях ограниченных габаритов судового хода. Разработаны специально для экскурсий по рекам и каналам Ленинграда (ныне Санкт-Петербурга), где и получили наибольшее распространение.

## История
Исторический центр Санкт-Петербурга расположен в дельте Невы и пересекается многочисленными малыми реками и каналами, и вдоль их берегов сосредоточены главные достопримечательности города. Эти водные пути отлично подходят для проведения непродолжительных экскурсий, однако имеют довольно сложные условия для судоходства: низководные мосты, малая глубина и ширина, крутые повороты. С учётом этих условий Центральное технико-конструкторское бюро Министерства речного флота РСФСР разработало проект судов Р-118. Первое судно данного проекта под названием «Фонтанка» было спущено на воду в 1974 году на Подпорожском судоремонтном заводе.
Суда типа «Фонтанка» отличаются высокой пассажировместимостью и комфортом при небольших габаритах. Полуутопленная в корпус надстройка сильно сдвинута вперёд, в ней в одном уровне размещён пассажирский салон с местом экскурсовода и пост судоводителя. Хорошая обзорность достигается благодаря застеклённой крыше, большим сдвижным окнам вдоль бортов, а также прозрачной перегородке, разделяющей пассажирский салон и капитанскую рубку, что улучшает передний обзор. Имеется система вентиляции и отопления, благодаря чему возможна эксплуатация весной и осенью с высоким уровнем комфорта. За пассажирским салоном расположена открытая палуба, под ней, в отдельном отсеке — машинное отделение. В оригинальном проекте судно оснащено дизельным двигателем мощностью 90 л.с. и водомётным движителем с рулевым соплом и реверсивными заслонками. Данная конструкция даёт высокую манёвренность и надёжность при движении по малым глубинам, но скорость движения низкая — 13 км/ч, что не является существенным недостатком для экскурсионных перевозок. Всего с 1974 по 1988 год было построено 14 судов проекта Р-118. 
В 2001 году, в связи с развитием туризма в Санкт-Петербурге и резко возросшим спросом на водные экскурсии, производство судов типа «Фонтанка» было восстановлено, поскольку они отлично подходили для этой цели. Новые теплоходы строились на предприятиях Санкт-Петербурга и Новой Ладоги по изменённым проектам Р-118М, Р-118В, 82510 и 2105. Кроме того, суда советской постройки были модернизированы. На открытой палубе стали размещаться пассажирские посадочные места, ставшие более популярными у туристов, чем основной салон, который используется в основном при неблагоприятных погодных условиях. Компоновка теплоходов типа «Фонтанка» стала де-факто стандартом в туристической отрасли: похожим образом выполнены прогулочно-экскурсионные суда современных проектов (например, «Мойка»), а также осуществляется перестройка других, более старых судов, близких по габаритам. Данные суда лишены ряда недостатков «Фонтанки», в частности, способны более уверенно проходить по узкому и извилистому каналу Грибоедова. По состоянию на 2020 год, выпущено порядка 60 теплоходов типа «Фонтанка» всех проектов, их постройка продолжается. Часть из них оснащена салоном повышенной комфортности и предназначена не для экскурсий, а для обслуживания специальных заказов.

## Технические данные
Изначально суда типа «Фонтанка» имели пассажировместимость 80 человек, но начиная с 2004 этот показатель уменьшился до 40-50 человек. Характеристики судов данного типа отличаются в зависимости от проекта, они могут быть длиной от 19,0 до 21,6 метра, встречаются разные обводы корпуса, например проект 118.3 — тримаран, отличия есть в типе и количестве движителей — водометные или двухвинтовые.
Основные характеристики:
- Класс речного регистра: Р1,2
- Длина габаритная: 20,30 — 21,6 (в зависимости от проекта)
- Ширина: 5,43 — 5,55 м (в зависимости от проекта)
- Высота борта: 1,30 — 1,38 м
- Высота габаритная от ОП: 2,47 м
- Водоизмещение полное: 41,84 тонн
- Осадка в грузу: 0,58 — 0,74 м
- Пассажировместимость: 80 — 100 человек (в зависимости от проекта)
- Скорость: 12 км/ч
- Марка ГД: 6ЧСП 12/14
- Число и мощность: 1х66 кВт
- Мощность ГД, э. л. с.: 145
- Экипаж: 2 человека

## Распространение
Большинство судов, как советской, так и современной постройки, эксплуатируются в Санкт-Петербурге и обслуживают экскурсионные маршруты по Неве, Мойке, Фонтанке, Крюкову каналу и другим водным путям. Существовали планы их эксплуатации на Сестрорецком разливе. Два судна 1980 года постройки («Лермонтов» и «Белинский») поступили в Пензу и до 2012 года работали на внутригородском маршруте причал «Росток» — Барковка, где река Сура имеет подпор от плотины ТЭЦ. Теплоход «Фонтанка» 2008 года постройки находится в Астане, ещё два были проданы в Гданьск. Предпринимались попытки использования судов данного типа в Калининграде, Пскове, Клайпеде, но оттуда они были возвращены в Санкт-Петербург.

## Изображения
- Теплоход «Смоленка» (проект Р-118) поворачивает из Крюкова канала в Мойку